# Седіу (область)
Седіу (фр. Sédhiou) — область в Сенегалі. Адміністративний центр — місто Седіу. Площа — 7293 км², населення — 431 000 чоловік (2010 рік).

## Географія
На заході межує з областю Зігіншор, на сході з областю Колда, на півночі з Гамбією, на півдні з Гвінеєю-Бісау. Область перетинає зі сходу на захід річка Казаманс.
Область Седіу знаходиться в історичній області Казаманс, в південній частині Сенегалу. Була утворена в 2008 році на території західних районів області Колда.

## Адміністративний поділ
Адміністративно область поділяється на 3 департаменти:
- Бункілін
- Гудомп
- Седіу